# 3,4-dimetilheptano
3,4-dimetil-3-heptanal 